# Johan Richard Jungner
Johan Richard Jungner, né le 8 mars 1858 et mort le 19 août 1929 à Stockholm, est un naturaliste suédois, actif au Cameroun où il collecta particulièrement des lichens, mousses et hépatiques, et décrivit, avec son compatriote Bror Yngve Sjöstedt, de nouvelles espèces de batraciens.

## Sélection de publications
- Bidrag till Kännedomen om anatomien hos familjen Dioscoreae, Kongl. boktryckeriet P.A. Norstedt, 1888
- Klima und Blatt in der Regio alpina, Val. Höfling, 1894
- Die Zwergzikade (Cicadula sexnotata Fall) und ihre Bekämpfung, P. Parey, 1906